# Nation et progrès
L'association Nation et progrès a été créée le 24 octobre 2002 par une vingtaine d'élus locaux du Rassemblement pour la France et l'Indépendance de l'Europe (RPF-IE) de Charles Pasqua sous la houlette de l'eurodéputée Isabelle Caullery. Cette association fait partie des "personnes morales associées" à l'UMP, définies à l'article 3 des statuts de l'UMP, c'est-à-dire "les associations loi 1901, disposant ou non de la qualité de parti politique, ayant régulièrement demandé leur association à l’Union et dont celle-ci a été approuvée par le Conseil National de l’Union.". Ces "personnes morales associées" "sont représentées au Conseil National de l’Union et dans les instances départementales de l’Union dans des conditions fixées par le Bureau politique." .
Le 22 octobre 2002, le bureau politique du RPF avait autorisé formellement la double appartenance avec l'UMP . 
Nation et progrès regroupait quelque 200 élus locaux et militants lors du congrès fondateur de l'UMP le 17 novembre 2002 et a soutenu la candidature de Nicolas Dupont-Aignan à la présidence du parti.

## Sources
1. ↑  « Les statuts de l'UMP » (consulté le 23 décembre 2007)
2. ↑  Laurent de Boissieu, « Rassemblement pour la France (RPF) », France Politique, 18 septembre 2007 (consulté le 23 décembre 2007)
3. ↑  Sébastien Dartois, « La mise en place de l'UMP en Lorraine - L'étude des fédérations de la Meurthe-et-Moselle et de la Meuse », Université de Nancy II - Faculté de Droit, Sciences Économiques et Gestion, année universitaire 2002/2003 (consulté le 23 décembre 2007)